# Filip Mrzljak
Filip Mrzljak (n. 16 aprilie 1993, Zagreb, Croația) este un fotbalist croat, care joacă pe post de fundaș la Ufa în Prima Divizie Rusă. Pe plan internațional, are prezențe la națională pentru Croația U-17⁠(d), Croația U-19⁠(d) și Croația U-21⁠(d).